# Songbun
Songbun é um sistema de categorias usado na Coreia do Norte para classificar os seus cidadãos. Este sistema é baseado no contexto político, social e econômico dos antepassados diretos bem como no comportamento dos parentes, sendo usado para determinar se uma pessoa pode ser confiável, dado-lhe oportunidades dentro da Coreia do Norte ou mesmo para receber alimentação adequada. Songbun afeta o acesso às oportunidades educacionais e de emprego e, particularmente, se uma pessoa é elegível para participar do partido do governo da Coreia do Norte.

## História
O Politburo do Partido dos Trabalhadores da Coreia do Norte aprovou um decreto em 1957, que estabeleceu a política e os programas para a realização de sua primeira grande escala de expurgos na sociedade norte-coreana. Em 30 de maio a "Resolução e Projeto de Orientação Intensiva" do partido forneceu a base para a classificação sócio-política de toda a população da Coreia do Norte, dividindo ela em três grupos de fidelização distintos com base em antecedentes familiares: "amigável", "neutro", e "hostil".

## Descrição
Existem três classificações principais e cerca de 50 sub-classificações. Em 1958, de acordo com Kim Il-sung, em um seu discurso, a "classe leal" constituia 25% da população norte-coreana, a "classe neutra" ou "vacilante" de 55%, e a "classe hostil" de 20%. Qualquer um que o tio, pai ou avô era proprietário de imóveis, ou fosse comerciante, advogado ou ministro cristão lhe foi dado o status mais baixo. 
A classificação mais elevada é concedida aos descendentes daqueles que participaram na resistência contra a ocupação japonesa durante e antes da Segunda Guerra Mundial e aos que eram trabalhadores, operários em fábrica ou camponeses a partir de 1950. BR Myers, professor de estudos internacionais da Universidade Dongseo em Busan, Coreia do Sul, resume a classe principal como consistindo de "quadros do alto escalão do partido e suas famílias". A classe vacilante é reservada para a média dos norte-coreanos, enquanto a classe "hostil" é composta de possíveis elementos subversivos (por exemplo, ex-proprietários de terras).
Os arquivos são mantidos por oficial de segurança e quadros do partido de cada norte-coreano.  Em geral, é difícil melhorar a classificação dentro do Songbun, mas um pode ser desclassificado por uma serie de razões, que vão desde a falta de entusiasmo político, por se casar com alguém de classificação inferior, por ser condenado, ou ter um membro da família condenado por um crime político. Antes da década de 1960, era possível esconder que um parente tinha uma classificação considerada "hostil", no entanto, a ascendência de todos os cidadãos foi cuidadosamente verificada com o censo de 1966. Estas novas investigações foram iniciadas como uma resposta a Revolução Cultural na China, que começou em 1966, com receio de que Pequim também fosse interferir no país, seja com uma invasão ou patrocinando um Golpe de Estado (anteriormente soldados chineses tinham sido enviados em incursões "provocativas" na Coreia). Estas investigações foram repetidas várias vezes nos anos seguintes, por razões que variam, como a de suspeita de corrupção em controles anteriores.
A jornalista americana Barbara Demick descreve esta "estrutura de classes", como uma atualização do "sistema de castas" hereditário, combinado com o confucionismo e o stalinismo. Ela afirma que uma classificação familiar ruim é chamada de "sangue contaminado", e que, por lei esta "contaminação" tem a duração de três gerações. Ela afirma, porém, que os norte-coreanos não são informados da sua classificação, e que as crianças crescem sem saber sobre a sua situação familiar.
O governo da Coreia do Norte, ao contrário, proclama que todos os cidadãos são iguais e nega qualquer discriminação com base na origem familiar.

## Importância
Desde o colapso do Bloco de Leste no final de 1980 ao início de 1990, a importância de Songbun diminuiu. Antes do colapso, a economia norte-coreano era fortemente subsidiado pelo bloco e o governo tinha "controle quase completo da vida de um indivíduo", ele continua a ser importante para os membros da elite do governo, mas para a maioria dos norte-coreanos, a riqueza tornou-se mais importante do que o Songbun na definição de seu lugar na sociedade.